# Aglais urticae

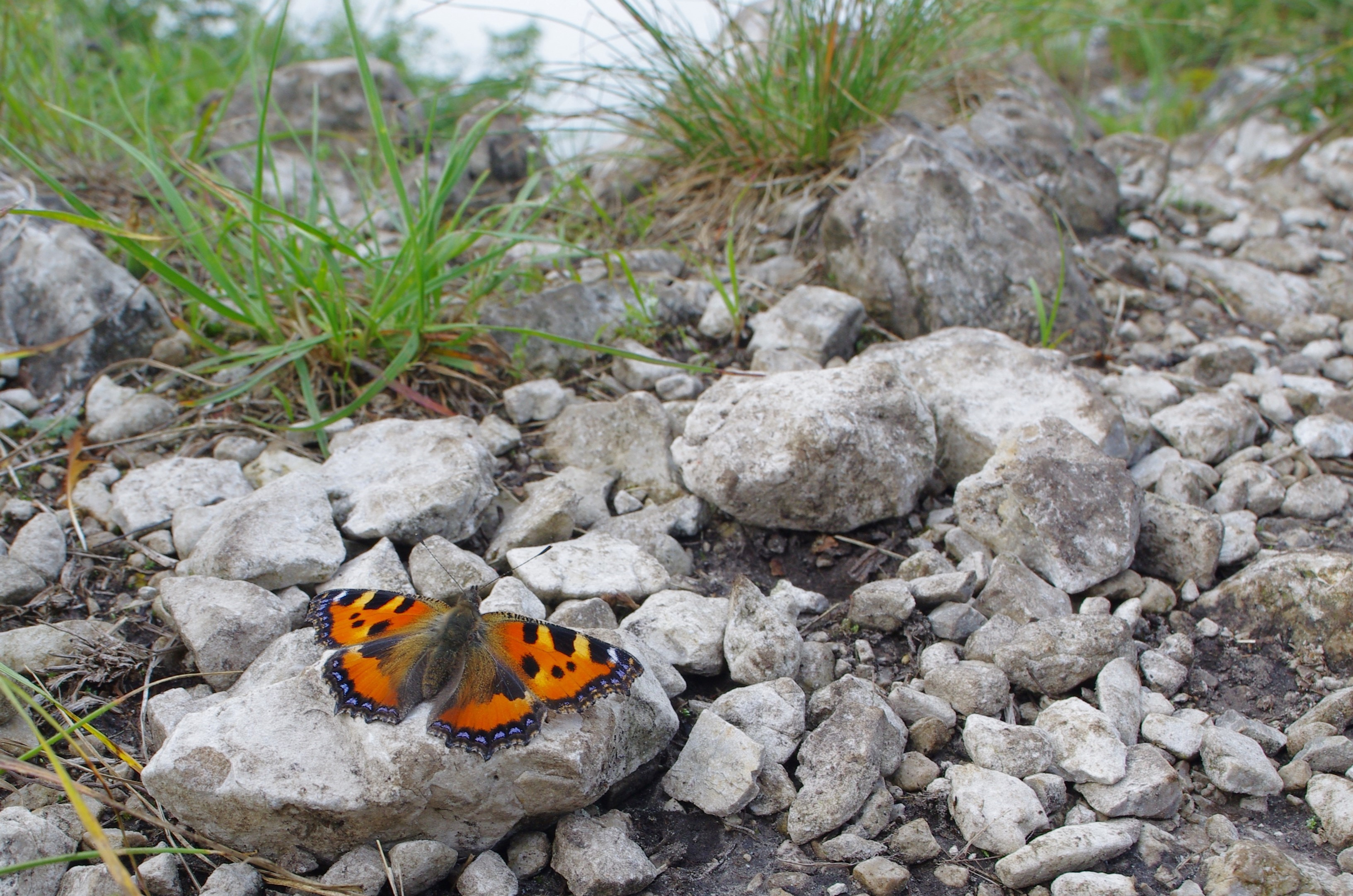
farfalla in termoregolazione su un sasso

La vanessa dell'ortica (Aglais urticae (Linnaeus, 1758)), è un lepidottero diurno appartenente alla famiglia Nymphalidae, sottofamiglia Nymphalinae.

## Etimologia
Il nome Aglais è un omaggio ad Aglaia, una delle tre Cariti (per i Romani le tre Grazie), quella della bellezza sfolgorante, dello splendore. Il termine "urticae" fa riferimento alla principale pianta ospite dei bruchi di questa farfalla: l'Urtica dioica.

## Distribuzione e habitat
Per cause non ancora ben chiarite, negli anni 2000 la Vanessa è scomparsa da quasi tutto il suo areale in Europa occidentale.

Qualche esemplare è stato osservato a New York, dove probabilmente è stato introdotto dall'uomo, più o meno intenzionalmente.
Sono habitat (e biotopi) della vanessa dell'ortica tutti gli ambienti naturali e semi-naturali: giardini, parchi urbani, macchie boschive - esclusi i boschi fitti - in tutta l'Europa e l'Asia temperate, dall'Europa occidentale al Giappone, dal livello del mare sino ai 3000 m di altitudine.

## Descrizione

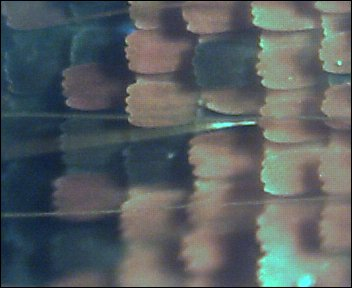
Scaglie sulle ali di Aglais urticae al microscopio.

### Adulto
Non esiste dimorfismo sessuale in questa farfalla. Maschi e femmine hanno uguali dimensioni (da 40 a 55 mm di apertura alare).

La parte superiore delle ali è caratterizzata da un colore dominante arancio e, sul bordo posteriore esterno, da forme semicircolari blu orlate di nero che formano una specie di festone. Il bordo anteriore delle ali anteriori, inoltre, è ornato da tre macchie brune, quasi nere e rettangolari: quella centrale è generalmente più marcata ed è bordata d'ambo i lati da una zona arancio pallido, quasi un giallo-oro, più chiaro dell'ala stessa. La più esterna di queste macchie ha il bordo esterno bianco. Al centro delle ali anteriori, infine, compaiono altre tre macchie bruno-nere, le cui dimensioni e i cui contorni differiscono da specie a specie, mentre la parte più vicina al corpo presenta un colore bruno spento.

La parte inferiore delle ali è invece di una tinta smorta; ornata da un disegno modesto, essa ricorda il colore di una corteccia o di una foglia morta, il che aiuta la farfalla a mimetizzarsi durante il letargo invernale. 

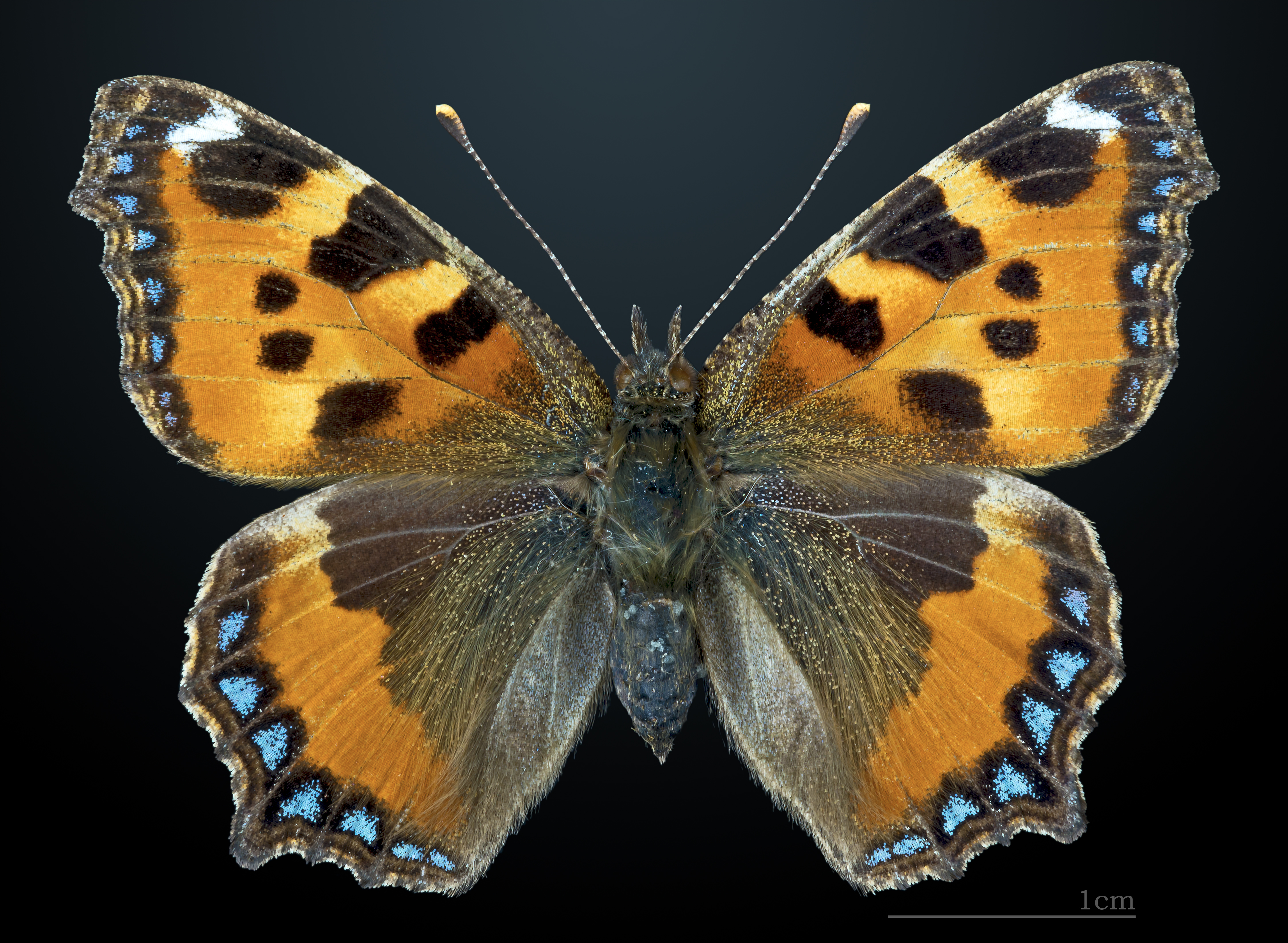
Aglais urticae
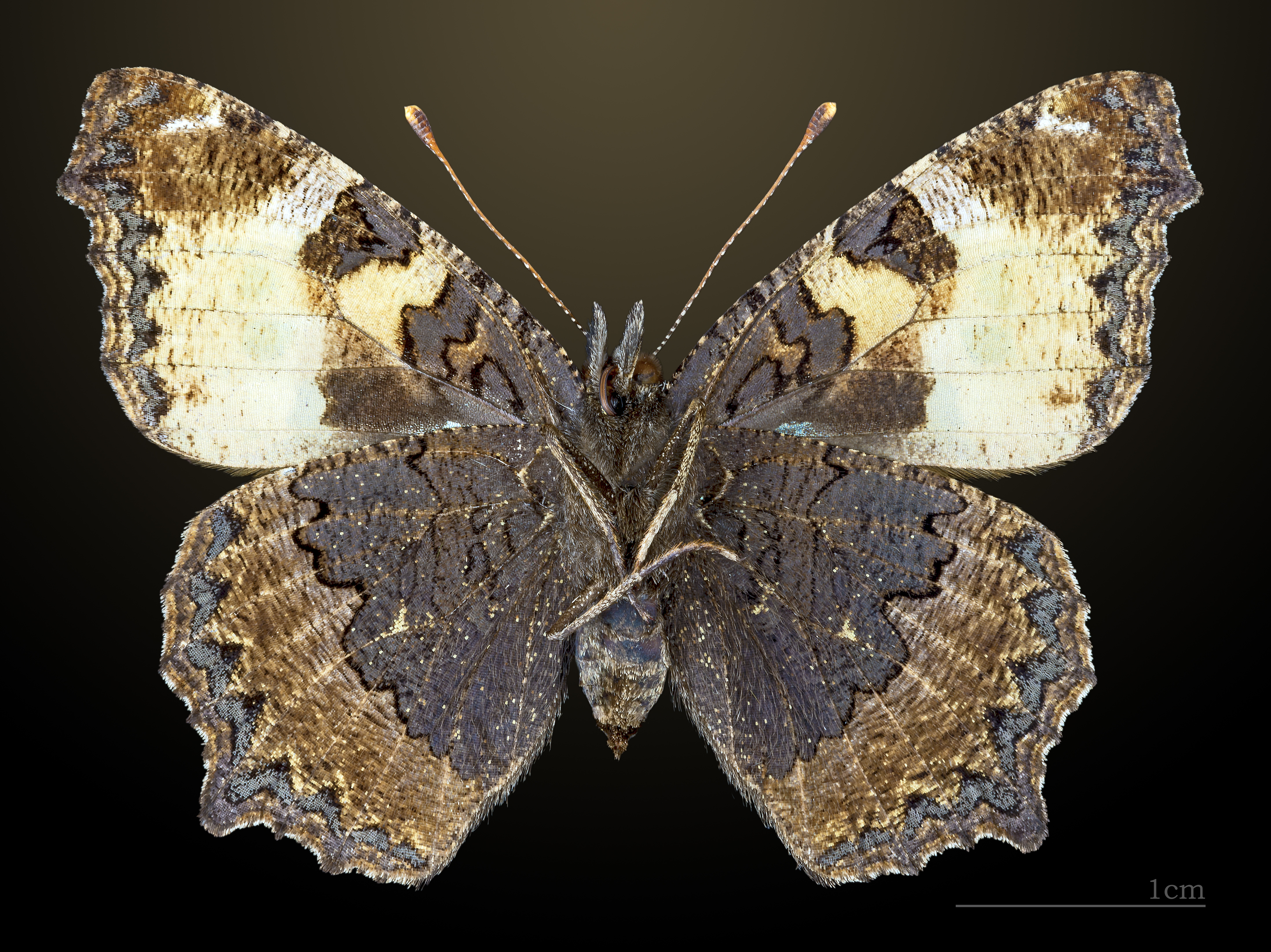
△ Aglais urticae

Le ali presentano quattro protuberanze appuntite (due per lato), di cui le più piccole si trovano presso il bordo anteriore delle ali anteriori e le altre due, arretrate rispetto al corpo, si trovano sulla bordatura posteriore delle ali posteriori.

Il corpo è di colore marrone intenso ed è coperto da peluria. Gli occhi sono anch'essi di un colore bruno intenso. Le antenne appaiono finemente striate di bianco e sulla loro estremità compare un punto bianco.
Se la Vanessa apre bruscamente le ali, il disegno e la viva colorazione che ne decorano la parte superiore contribuiscono a spaventare alcuni dei suoi predatori (ciò è stato confermato sperimentalmente almeno per gli uccelli giovani e inesperti).

### Larva
La larva della prima generazione compare nel mese di maggio, circa dieci giorni dopo la posa delle uova effettuata dalla femmina in marzo - aprile su delle foglie d'ortica. I bruchi di seconda generazione, invece, usciranno dalle uova nel mese di luglio o in agosto (nell'Europa meridionale).

I giovani bruchi sono quasi neri; il loro corpo è cosparso di escrescenze ramificate che possono sembrare spine. In questo stadio essi si aggregano istintivamente formando un gruppo compatto e tessono una tela molle fatta di fili di seta che li protegge. Dopo circa un mese i bruchi hanno assunto un colore dominante più chiaro, con linee nere su un fondo formato da quattro bande longitudinali e discontinue giallo-verdastre: due sul dorso e una su ciascun fianco. Iniziano allora un periodo di vita solitaria, durante il quale divorano le foglie di ortica, sino a raggiungere i 22 mm di lunghezza.

### Pupa
La crisalide ha un colore verdastro, che in seguito diviene bruno.

## Biologia
La Vanessa delle ortiche produce da una a tre generazioni l'anno. I nuovi individui adulti della prima generazione compaiono a partire dal mese di maggio (nelle regioni molto calde ciò avviene assai prima e cioè a partire da febbraio). Nel Sud dell'Europa (a Sud della Loira, in Francia) la farfalla produce due/tre generazioni per anno. La seconda o la terza andranno in letargo riparandosi negli anfratti degli alberi morti, nelle rocce o nelle soffitte delle case.
Il bruco si nutre di ortica (Urtica dioica) come indica l'epiteto specifico.
Uscita dal letargo, la Vanessa vola da febbraio in poi ed è visibile sino ad ottobre.

### Ecologia
Un tempo annoverata fra le farfalle più comuni, la Vanessa delle ortiche risulta ora in forte e rapido declino, almeno in Europa occidentale. Tale regresso non può essere spiegato con la diminuzione della sua pianta ospite, poiché l'ortica è, al contrario, stabilmente presente e beneficia anche dell'eutrofizzazione generale dell'ambiente. La crisalide è divorata qualche volta dalle vespe, ma anche queste ultime sono in forte diminuzione.

Anche l'influenza di altri fenomeni non è ancora ben compresa (degrado ambientale, inquinamento dell'aria, piogge contaminate da pesticidi, che avrebbero potuto generare un impoverimento immunitario negli individui di questa specie).

Ma alcune prove scientifiche mostrano che la siccità estiva è una causa di decremento delle popolazioni, poiché di norma le larve sviluppano bene sulle foglie piene di una linfa ricca di nitrati. Le Vanesse, però, sono divenute ancora più rare in corrispondenza delle estati umide del 2007 e del 2008.

Tuttavia, secondo i dati di un programma inglese di osservazione delle farfalle, prima del 2000 esiste una buona correlazione fra il risultato del processo riproduttivo, la ricchezza di popolazioni di questa specie e lo "stress" idrico della pianta ospite. Dal 1976 al 1995 la riproduzione ha avuto più successo nelle estati fresche e umide, che non quando il clima è stato caldo e secco.
Questa farfalla potrebbe dunque essere sensibile al riscaldamento climatico.
Uno o più parassiti della Vanessa potrebbero essere fra le cause della regressione (forte diminuzione) di questa specie.

## Tassonomia
Appartiene, come tutte le Nymphalidae, al sottordine delle Ditrysia, che raggruppa le farfalle le cui femmine possiedono un organo sessuale di accoppiamento diverso da quello utilizzato per la deposizione delle uova.

È filogeneticamente vicina alle specie del tipo Polygonia c-album, Nymphalis l-album, Nymphalis antiopa e in particolare alla Vanessa polychloros che le assomiglia molto nella livrea ma è più grande di almeno 1 cm.

### Sottospecie
Aglais urticae ichnusa, Hübner, 1824. Vanessa del Tirreno. Molto somigliante, ma con una sola macchia al centro delle ali anteriori invece di tre. Potrebbe essere sia una sottospecie che una specie distinta. Da definirsi.

### Specie simili
Altre specie possono essere confuse con la Vanessa delle ortiche:

Vanessa polychloros, più grande e di colore fulvo, mentre la Vanessa delle ortiche è rossa-arancio.

Nymphalis xanthomelas, che però ha le ali dentellate.

Polygonia c-album, che non ha festoni sul bordo delle ali.